# Corrano
Corrano (korsisch Currà) ist eine Gemeinde mit 76 Einwohnern (Stand: 1. Januar 2022) im französischen Département Corse-du-Sud auf der Mittelmeerinsel Korsika. Sie gehört zum Arrondissement Ajaccio und zum Kanton Taravo-Ornano. Die Bewohner nennen sich Corranais.
Sie grenzt im Norden an Guitera-les-Bains, im Osten an Zicavo, im Süden an Olivese und im Westen an Zévaco. Das Siedlungsgebiet liegt auf 450 Metern über dem Meeresspiegel. 

## Bevölkerungsentwicklung
| Jahr      | 1962 | 1968 | 1975 | 1982 | 1990 | 1999 | 2008 | 2012 | 2020 |
| --------- | ---- | ---- | ---- | ---- | ---- | ---- | ---- | ---- | ---- |
| Einwohner | 135  | 124  | 99   | 78   | 60   | 71   | 87   | 86   | 73   |

## Sehenswürdigkeiten
- Kirche  Saint-Nicolas mit Ursprüngen aus dem Ende des Mittelalters und Erweiterungen und Umbauten bis zur Mitte des 20. Jahrhunderts